# OMON

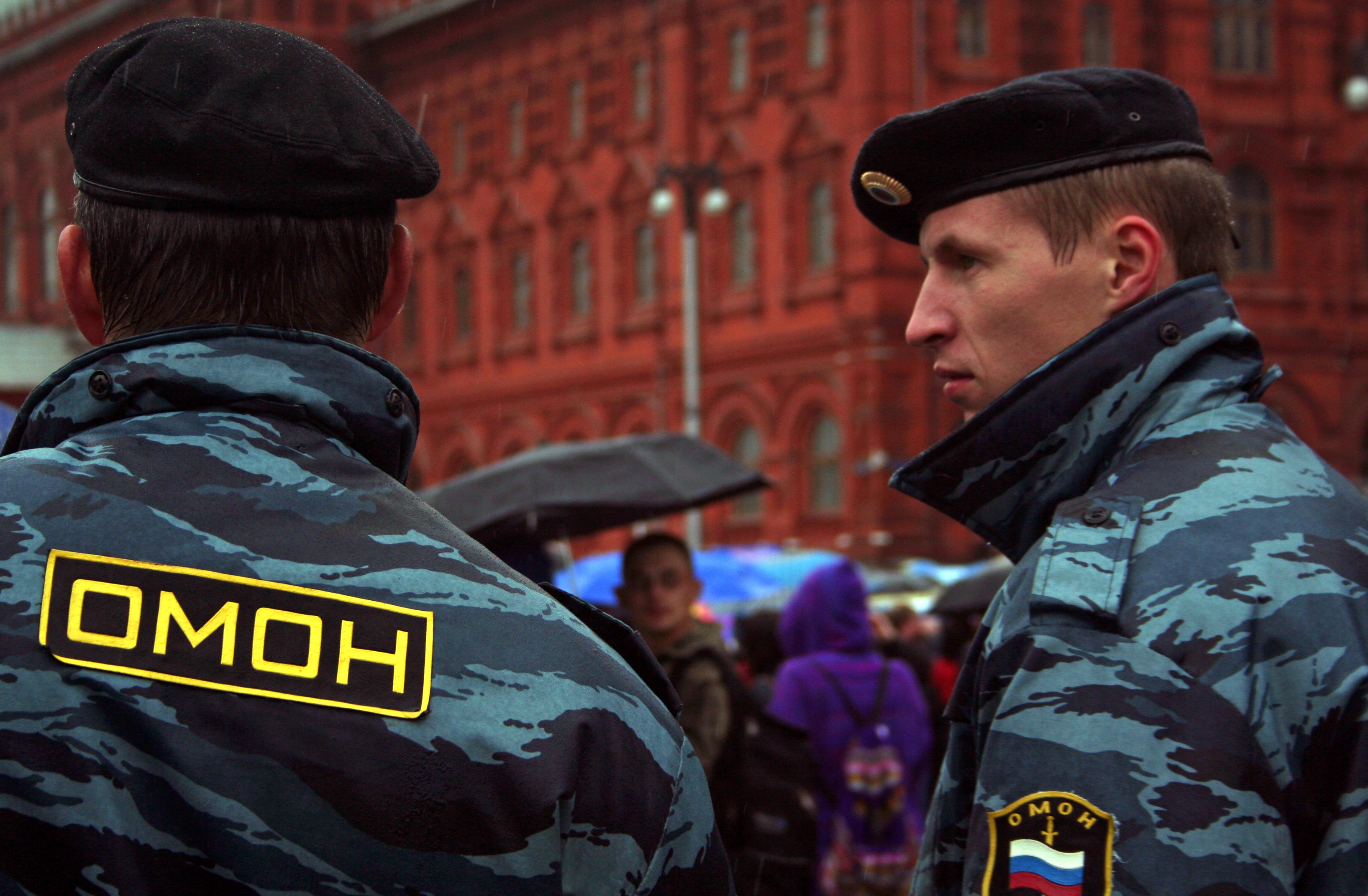
Agentes del OMON en la Plaza Roja de Moscú.

OMÓN (en ruso: ОМОН, Отряд мобильный особого назначения; Otryad mobilnii osóbogo naznachéniya, Escuadrón móvil para Propósitos Especiales) es el nombre genérico para el sistema de Unidades Especiales de la Guardia Nacional de Rusia. Se especializan en mayor medidas a las tareas de las unidades antimotines.
Hay una unidad del OMON en todos los óblast de Rusia, así como en las grandes ciudades (por ejemplo, hay una Unidad de OMON en la policía de la ciudad de Moscú, y una distinta en la policía del óblast de Moscú. El lema es "No conocemos la piedad y no pedimos ninguna".

## Historia
Unidades de milicia de propósito especial se formaron el 5 de mayo de 1919 en el estado ruso en la estructura de la milicia "blanca" (siberiana). Aleksandr Kolchak enfatizó que "OMON es una unidad de combate para la protección y restauración del orden estatal y la paz pública, sirve como reserva para la formación de milicias en áreas liberadas del poder soviético para entrenar policías experimentados".
Estas unidades de milicias operaron donde la guerra abierta dio paso a la guerra partidista. El destacamento constaba de cuatro pelotones de pie y un caballo. El personal incluía 285 personas. En aquellos días, no existía un "omonovets", por lo que estas unidades se llamaban guardias.
El origen del OMON Soviético se remonta al año 1979, cuando se organiza el primer grupo en la preparación de los Juegos Olímpicos de Moscú de 1980, para asegurarse que no hubiese ataques terroristas como el ocurrido en los Juegos Olímpicos de Múnich de 1972 en Alemania. En consecuencia, la Unidad fue utilizada en emergencias tales como detenciones de alto riesgo, crisis con rehenes, así como en respuesta a actos terroristas.
El sistema OMON es el sucesor de este grupo, y fue fundado en 1987, con las grandes intervenciones del SOBR (Unidad Especial de Reacción Rápida) contra peligrosos criminales, y del Vítyaz contra el terrorismo, pertenecientes al MVD. Las unidades OMON en principio fueron utilizadas como antidisturbios, en prevención de manifestaciones y vandalismo, así como para situaciones de emergencia. Más adelante se amplia el campo de operaciones policiales, incluyendo el acordonamiento y patrulla de las calles, así como operaciones de tipo militar o paramilitar.
El 5 de abril de 2016, por decreto n.º 157 del Presidente de la Federación de Rusia, Vladímir Putin, las fuerzas especiales de la OMON (unidad móvil especial) se incluyeron en el nuevo departamento de la Guardia Nacional de Rusia